# Hartmut Bastian
Hartmut Bastian (* 13. November 1905 in Berlin als Hartmund Karl Georg Kibitzki; † 28. Juli 1975 in Berlin-Charlottenburg), bekannt unter dem Pseudonym Claus Eigk, war ein deutscher Autor von Sachbüchern und SF-Romanen.

## Leben
Geboren als unehelicher Sohn der Wirtschafterin Dorothea Kibitzki, wurde er 1921 vom Ehepaar Bastian adoptiert. Er arbeitete von 1920 bis 1945 bei der Darmstädter und Nationalbank und der Reichsbank. Nach dem Zweiten Weltkrieg war er freier Schriftsteller. Er gab mehrere Nachschlagewerke und Lexika für den Berliner Ullstein-Verlag heraus.
Daneben schrieb er einige Romane und Sachbücher. Unter dem Pseudonym Claus Eigk verfasste er einige Science-Fiction-Romane, die in erster Linie technisch orientiert waren und im Stil an Bücher von Hans Dominik erinnern.
Bastian war mit der Schriftstellerin und Drehbuchautorin Vineta Bastian-Klinger verheiratet.

## Werke

### Sachbücher
- Detektive am Fernrohr (Berlin 1946)
- Unsere Erde, das große Abenteuer (Berlin 1954)
- Geheimnisvolles Weltall (Berlin 1954)
- Weltall und Urwelt (Berlin 1954)

### SF-Romane
- Das Vermächtnis des Ingenieurs Eigk (Berlin 1943)
- Der Tag Null (Berlin 1950)
- Das rote Rätsel (Berlin 1955)
- Ufer im Weltenraum (Berlin 1958)